# Liste der Baudenkmale in Manaia
Die Liste der Baudenkmale in Manaia umfasst alle vom New Zealand Historic Places Trust (NZHPT) als „Historic Place“ oder „Historic Area“ eingestuften Baudenkmale und Flächendenkmale der neuseeländischen Ortschaft Manaia. Die Angaben stammen aus dem Register des NZHPT. Die Bezeichnungen der Baudenkmale orientieren sich an diesem Register. In die Liste werden auch bekannte Wahi Tapu (Area), kulturell und religiös bedeutsame Stätten und Gebiete der Māori, aufgenommen. Sie werden jedoch meist nicht publiziert.

| Bild | Bezeichnung                         | Ort    | Anschrift                                              | Beschreibung                              | Bauzeit    | Eintrag           | Nummer | Kat. |
| ---- | ----------------------------------- | ------ | ------------------------------------------------------ | ----------------------------------------- | ---------- | ----------------- | ------ | ---- |
| BW   | Memorial Obelisk (1890)             | Manaia | Town Square (Kreuzung South Road/Tauhuri Street) Karte | Obelisk                                   | 1890 (ca.) | 1. September 1983 | 0937   | 2    |
| BW   | Memorial Obelisk (1921)             | Manaia | Town Square (Kreuzung South Road/Tauhuri Street) Karte | Obelisk, Denkmal für den Ersten Weltkrieg | n.a.       | 1. September 1983 | 0938   | 2    |
| BW   | World War One Memorial Band Rotunda | Manaia | Town Square (Kreuzung South Road/Tauhuri Street) Karte | Musikpavillon                             | n.a.       | 1. September 1983 | 0940   | 2    |
| BW   | St John the Divine Church           | Manaia | South Road (SH 45)/Dingle Road Karte                   | Kirche                                    | 1893       | 2. Juni 1994      | 7272   | 2    |
| BW   | Ahikuku                             | Manaia | Mündung des Otakeho Stream Karte (ungenau)             | n.a.                                      | n.a.       | 2. Juni 1994      | 6701   | WT   |